# Distrito de Maroantsetra
Maroantsetra es un distrito de la región de Analanjirofo, en la isla de Madagascar, con una población estimada en julio de 2014 de 226 964 habitantes.
Se encuentra ubicado junto a la costa nororiental de la isla, cerca de la Reserva Ambatovaky.